# Josep Berní i Català
Josep Berní i Català (València, 4 de febrer de 1712 - València, 5 de febrer de 1787) va ser un escriptor, advocat i jurista valencià, fundador del Col·legi d'Advocats de València. Es doctorà en lleis per la Universitat de Gandia el 30 de juny de 1731, i fou rebut d'advocat en el Reial Acord de València el 2 de setembre de 1735. Amic de Gregori Maians, va mantenir amb ell una copiosa correspondència erudita. Havent ingressat el 1747 en el col·legi d'advocats de Madrid, en comprovar els beneficis d'aquesta institució per als advocats madrilenys es proposà de promoure'n una de semblant a València, i començà les gestions l'any següent; després de nombrosos tràmits, el col·legi de València es fundà el 1759, i fou aprovat, afiliat al de Madrid, pel decret del Consell Reial de Castella del 14 de desembre de 1761 i la reial provisió de Carles III del 6 de gener de 1762.
De la seua extensa producció s'ha dit que constitueix «un dels primers intents de crítica jurídica històrica». Berní es va mostrar sempre molt crític respecte a l'exercici de l'advocacia per part dels professionals del dret, considerant-los poc preparats i mancats d'unes normes que en determinassen les responsabilitats col·lectives, la qual cosa li valgué moltes enemistats entre la professió, i que se li denegassen reiteradament els oficis públics a què va aspirar, mentre eren concedits a altres pretendents menys capacitats que ell. Bona part de les seues obres van ser motivades pel propòsit de dignificar la condició social dels advocats, de millorar-ne la formació, promovent la correcta interpretació de les lleis, i de corregir així la diferència que observava entre la teoria del dret i la pràctica d'aquest als tribunals. Dut per aquest interés, va arribar a denunciar el claustre de Lleis de la Universitat de València davant el Consell Suprem el 1785, per no ensenyar les lleis d'Espanya. Per altra part, propugnava que el càrrec de fiscal de l'Audiència de València devia recaure en advocats naturals del regne, coneixedors del dret foral valencià, perquè poguessen entendre els nombrosos casos pendents que tenien fonament en aquests furs.
Berní va ser també, amb Joan Baptista Coratjà i altres, un dels fundadors, el 1729, de la lògia maçònica valenciana «Sinapia», que des del 1732 tingué la seu al palau del comte de Carlet, Felipe Lino de Castellví, però celebrà les seues reunions secretes a casa de Berní durant dos anys, i fou tancada per les autoritats inquisitorials, amb irrupció de la policia en el palau del comte, el 13 de juny de 1739.
El seu germà Joan Baptista fou catedràtic de filosofia de la Universitat de València.
Des del 2014, el Col·legi d'Advocats de València concedeix anualment un premi que du el nom del fundador de la institució, destinat a guardonar el magistrat, fiscal o secretari que s'haja distingit per la seua labor i en la seua relació amb l'advocacia.

## Obres
- El abogado instruido en la práctica civil de España, València, 1738, i reeditat el 1763
- Manual de testar, dividir y partir (1739)
- Instrucción de alcaldes ordinarios, que comprehende las obligaciones de estos, y del almotacén, conforme a leyes reales de Castilla, estatutos y fueros municipales de los lugares y villas de España, València, 1741; reeditat el 1757 i el 1763
- Instituta civil, y real, en donde con la mayor brevedad se explican los SS. de Justiniano, y en su seguida los casos prácticos, según Leyes Reales de España…, València, 1745; reeditat el 1760)
- El abogado penitente y el pleyto más importante (1747)
- Práctica criminal (1749, reeditat el 1765)
- Apuntamientos sobre las leyes de Partida al tenor de las leyes recopiladas, autos acordados, autores españoles y práctica moderna, València, 1759
- Resumen de los privilegios, gracias y prerrogativas de los abogados españoles, València, 1764
- Creación, antigüedad y privilegios de los títulos de Castilla, València, 1769